# Bise (vent)

Bise al llac de Ginebra

La Bise (del francès o arpità: La Bise) és un vent de tramuntana fred i sec típic de Suïssa que bufa per l'altiplà suís de nord-est a sud-oest.

## Causa i efecte
És causat per la canalització del corrent d'aire al llarg de la vora nord dels Alps, durant condicions d'alta pressió al nord-oest (Illes britàniques) o nord (península escandinava) d'Europa. Cap a l'altiplà suís occidental, la Bise es troba pressionada entre les muntanyes del Jura i els Prealps, per la qual cosa s'enforteix i arriba al clímax a la riba occidental del llac Léman. A l'estiu, el vent Bise provoca un temps més aviat sec i assolellat, mentre que a l'hivern forma freqüentment núvols d'estrat baix sobre l'altiplà suís en reforçar la capa d'inversió tèrmica.

## Característiques
Com a norma general, el vent apareix després d'un període plujós i gairebé mai el precedeix. En efecte, la tramuntana puja després del pas d'un front fred que marca el final del pas d'una pertorbació. Hi ha una calma durant unes hores abans que s'estableixi. Va precedit o bé per la calma o per un "Joran" (vent del nord-oest) debilitant. La Bise de vegades pot provocar gelades severes durant els mesos d'hivern a Ginebra i comunitats properes.
Durant l'any, la Bise no és un vent més freqüent que els altres. Tanmateix, és clarament dominant a la primera meitat de l'any i minoritària a la segona, més freqüent a la primavera (abril i maig) i més rara a l'estiu.
La força del vent de la Bise es pot determinar mitjançant l'anàlisi de la diferència de pressió de l'aire (en hectopascals [hPa]) entre Ginebra i Güttingen al cantó de Turgovia. La Bise apareix tan bon punt la pressió de l'aire a Güttingen (TG) és més alta que a Ginebra. Com més gran sigui aquesta diferència de pressió de l'aire, més fort bufa la Bise a l'altiplà suís. En cas de diferència de pressió atmosfèrica invertida (baixa pressió atmosfèrica a Güttingen (TG) i alta pressió atmosfèrica a Ginebra), es produeix el contrari de la Bise: el vent bufa del sud-oest per l'altiplà suís.
Els vents febles (10-15 km/h) a moderats (< 40 km/h) són els més freqüents. Es tracta de mitjanes calculades per intervals, que no exclouen ratxes més altes. Les Bises fortes són més rares. Algunes vegades a l'any es mesuren vents de 60-70 km/h amb pics de 90 km/h o més. Els vents tempestuosos són excepcionals però ja s'han mesurat velocitats d'entre 110 i 120 km/h, causant danys a teulades, arbres i embarcacions.

## Ús i etimologia
El terme s'empra d'ençà del segle XII i prové del germànic "bisjo" (“vent del nord-est”). La paraula Bise és un mot alamànic, trobada per primera vegada en els escrits de Notker III. de Sant Gallen, l'origen del qual és incert. Probablement pertany a la família de paraules de l'antic alt-alemany bĭsōn 'tempesta'. Els intents de derivar la paraula del galló-romà o de combinar-lo amb brisa són rebutjats avui.
El vent de la Bise, juntament amb el llac de Ginebra, s'esmenta a la cançó Lonely Sky escrita i cantada pel cantant irlandès Chris De Burgh, publicada l'any 1975 a l'àlbum "Spanish Train and Other Stories". La Bise també s'esmenta a la lletra de la cançó patriòtica francesa La Strasbourgeoise de Gaston Villemer i Lucien Delormel.